# Haladur, Badami
Haladur là một làng thuộc tehsil Badami, huyện Bagalkot, bang Karnataka, Ấn Độ.